# Én a vízilovakkal vagyok
A Én a vízilovakkal vagyok (eredeti cím: Io sto con gli ippopotami) 1979-ben bemutatott olasz filmvígjáték, melynek főszereplői Bud Spencer és Terence Hill. A filmet Dél-Afrikában forgatták, és néhány dél-afrikai színész is szerepelt benne, ennek ellenére a film nem koprodukciós. Az élőszereplős játékfilm rendezője Italo Zingarelli, producere Roberto Palaggi. A forgatókönyvet Barbara Alberti, Amedeo Pagani és  Vincenzo Mannino, a zenéjét Walter Rizzati szerezte. A mozifilm a Zadar Film és a Denver Film Productions gyártásában készült, Németországban a Tobis forgalmazásában jelent meg. Műfaja kalandfilm vígjáték.
Olaszországban 1979. december 21-én, Magyarországon 1987. május 28-án mutatták be a mozikban.

## Cselekmény
1950-ben Rhodesia még a Brit birodalom gyarmata. Slimet és unokatestvérét Tomot egy afrikai nő nevelte fel miután hozzátartozóik meghaltak.
Tom szafarikat szervez külföldi vadászoknak. Így nem örül unokatestvére megjelenésének, aki önkéntes állatvédő. Slim tönkre is teszi az üzletét, amikor egyetlen lövéssel defektet okoz Tom dzsipjén. Tom a tóban, a vízilovak közt köt ki. Ekkora sérelem nem maradhat megtorlatlanul! Ám a testvérháború helyett közös ellenségük, a kapzsi állatkereskedő, Ormond és cinkosai ellen egyesítik erőiket.

## Szereplők
| Szerep                              | Színész        | Magyar hang       |
| ----------------------------------- | -------------- | ----------------- |
| Tom                                 | Bud Spencer    | Bujtor István     |
| Slim                                | Terence Hill   | Szersén Gyula     |
| Ormond                              | Joe Bugner     | Koroknay Géza     |
| Mama Leone                          | May Dlamini    | Pásztor Erzsi     |
| Stella                              | Dawn Jürgens   | Détár Enikő       |
| Rendőrkapitány                      | Hugh Rouse     | Kéry Gyula        |
| Jason, az orvos                     | Ben Masinga    | Gruber Hugó       |
| Senghor                             | Sandy Nkomo    | Kránitz Lajos     |
| Szemkötős szerencsejátékos a piacon | Tony Binarelli | Csikos Gábor      |
| Ormond alacsony vörös embere        | Les Markowitz  | Józsa Imre        |
| Ormond kopasz embere                | Malcolm Kirk   | Surányi Imre      |
| Ormond boxoló embere                | Mike Schutte   | Vajda László      |
| Ormond bajuszos embere              | Kosie Smith    | Sörös Sándor      |
| Ormond magas embere                 | Johan Naude    | Rajhona Ádám      |
| Ormond embereinek új főnöke         | N/A            | Dózsa László      |
| Ormond mosolygós embere             | N/A            | Varga T. József   |
| Vadász #9                           | N/A            | Varga T. József   |
| Fiatal szerencsejátékos             | N/A            | Varga T. József   |
| Második bíró                        | N/A            | Varga T. József   |
| Vadász #1                           | N/A            | Balázsi Gyula     |
| Szemüveges ázsiai vadász            | N/A            | Botár Endre       |
| Ügyvéd                              | N/A            | Szatmári István   |
| Néger mosónő                        | N/A            | Némedi Mari       |
| Néger árusnő                        | N/A            | Győri Ilona       |
| Hindu árus                          | N/A            | Dobránszky Zoltán |
| Hindu árus lánya                    | N/A            | Kiss Mari         |
| Samson, a gyomorfájós               | N/A            | Jakab Csaba       |
| Ormond korábbi szorítósegédje       | N/A            | Komlós András     |
| Osztó                               | N/A            | Makay Sándor      |
| Bajszos vásárló                     | N/A            | Huszár László     |
| Vadász #6                           | N/A            | Antal László      |
| Fehéröltönyös vásárló               | N/A            | Antal László      |

## Érdekességek
Ez a 13. közös filmje Bud Spencer Terence Hill párosnak.
A filmet az eredeti tervek szerint a Spencer-Hill duó megteremtője, Giuseppe Colizzi rendezte volna, de váratlan halála miatt a producer Italo Zingarelli vállalta a rendezést.
Terence Hill (Slim) valójában elkészítette és megitta azt a koktélt, ami a következőket tartalmazta: kaviár, vaj, só, bors és pezsgő.
A turbános férfi, aki a három kártyás játékot játssza Tony Binarelli híres művész, aki már kétszer adta kölcsön szenzációs kézmozdulatait Terence Hill-nek Az ördög jobb és bal keze (1970) és Az ördög jobb és bal keze 2 (1971) híres kártyázós jeleneteiben.
Ormond kopasz embere Malcolm Kirk egykori angol birkózó volt, akit King Kong Kirk-nek becéztek. Az Én a vízilovakkal vagyok volt az egyetlen filmje pályafutása során. Nyolc évvel a forgatást követően egy meccsen szívproblémák léptek fel nála egy szerencsétlen esést követően és a kórházba szállítás során meghalt.
A gengsztert alakító Joe Bugner más filmekben is együtt szerepelt Bud Spencerrel. Bugner Szőregen született 1950. március 3-án az 1956-os forradalom után vándorolt ki szüleivel Angliába. Egyébként a stáblistán szerepel egy másik valószínűleg magyar származású személy Joseph Szucs, akiről nincsenek megbízható adatok.
Bud Spencer mivel rövidlátó volt ennek következtében rosszul mérte fel a távolságot Joe Bugnerrel vívott végső harc során. Egy alkalommal véletlenül úgy megütötte Joe Bugnert hogy az elveszítette eszméletét.
Csak a "Grau Grau Grau" című szám alatt lehet hallani Bud Spencer eredeti jellegzetes hangját, mivel a film munkanyelve az angol volt, így olaszra szinkronizálták a párost. (Tom-Glauco Onorato, Slim-Pino Locchi).
Az Afrika Expressz (1975) és a Szafari expressz (1976) című filmek komikus változatának tekinthető.
Tom piros fehér kék céges busza, amelynek oldalán Tom's Imperial Export felirat látható egy Bedford J2.
A filmben szerepel két 1934 Rolls-Royce Phantom II-t utánzó másolat is.
Woodpecker (harkály) a hajó neve.
A kezdő képsoroknál egy Douglas DC3 repülőgép, 1 óra 16 körül pedig egy Lockheed Ventura repülőgép látható.
Slim kiszabadítására használt bálázó bulldozer egy Caterpillar 983.
A cím ellenére vízilovak csak a film legelején láthatóak. A filmben oroszlán, elefánt, gepárd, majom, csimpánz, lepke, antilop, orrszarvú, zsiráf, zebra, strucc, szarvas, gorilla tűnik fel.

## Forgatási helyszínek
A filmet teljes egészében Dél-Afrikában, Johannesburg közelében forgatták, míg az állatokkal való felvétel Pretoria környékén egy szafari parkban történt. A zárójelenet a Zambézi folyó partján játszódik, ez azonban csak kitalált helyszín.

## Filmzene
A film fő címdala a Grau grau grau, amelyet Bud Spencer és Walter Rizzati zeneszerző komponálta. Megjelenik a filmben hangszeres és énekes formában is, amit Bud Spencer énekel egyedül, illetve az Oliver Onions együttessel közösen is.
Az utolsó jelenetben az állatokat hordozó emberek énekelte hagyományos dél-afrikai dal a shosholoza.
A film hanganyagát nagy lemezen Duse Record Olaszországban, NSZK-ban pedig Strand adta ki először 1979-ben

## Bemutatók[14]
- Nyugat-Németország 1979. december 13.
- Spanyolország 1979. december 1.
- Franciaország 1979. december 5.
- Olaszország 1979. december 21.
- Svédország 1979. december 25.
- Ausztrália 1979.december 26.
- Hollandia 1979. december 21.
- Magyarország 1987. május 28. 1 314 153 db jegy kelt el[13]

## Díjak
- 1980, Golden Screen (Németország)

## VHS, DVD és Blu-ray kiadások
Magyarországon VHS-n a MOKÉP Video adta ki 1988.04.01-én, jóval később az RTL Filmklub illetve a Klub Publishing Kft. keretei között jelent meg DVD-n 90 perces változatban. Blu-Ray-en még nem jelent meg magyar változat.
Németországban a filmet először 2001-ben adta ki DVD-n az E-M-ES New Media. A német kiadásból közel 8 perc felvételt vágtak le. A kivágott rész, nem volt túl népszerű, a pillangókról beszélgetek. A film végén Bud Spencer és Joe Bugner közötti bokszmérkőzés körülbelül 1 percnyi terjedelemben is hiányzik. A Németországi megjelenések szolgáltatták általában a magyar DVD megjelenésekhez az alapot a Bud Spencer és Terence Hill filmek esetében.
3L cég (E-M-ES New Media csődje után) 2008-ban jelentette meg az új, jobb képminőségű eredeti verziót tartalmazó DVD-t, amelyen a korábbi le nem szinkronizált részek felirattal jelentek meg.
2014-ben a 3L cég Blu-Ray lemezen hozta ki.

## Televíziós megjelenések
TV-1, RTL Klub, Film+, Film+ 2, Prizma TV / RTL+, Mozi+, PRIME, Moziverzum, TV2